# نبی و رسول در قرآن
دو واژهٔ نبی و رسول در قرآن در مواردی با هم یا به صورت جداگانه بکار رفته است. در بعضی احادیث و تفاسیر تعاریف متفاوتی برای این دو ذکر شده است. در فارسی نبی به «پیامبر» و رسول به «فرستاده» ترجمه می‌شود.

## بررسی بعضی از آیات قرآن

### نبی و رسول در کنار هم
در چند آیه از قرآن نبی و رسول در کنار هم آمده‌اند، و برخی مفسرین از جمله علامه طباطبائی و صاحب مجمع البیان در ذیل آن‌ها در مورد معنای متفاوت نبی و رسول بحث کرده‌اند، برای نمونه:
آیه اول:
(به عربی: وَ ما أَرْسَلْنا مِنْ قَبْلِكَ مِنْ رَسُولٍ وَ لا نَبِيٍّ إِلاَّ إِذا تَمَنَّي أَلْقَي الشَّيْطانُ في أُمْنِيَّتِهِ فَيَنْسَخُ اللَّهُ ما يُلْقِي الشَّيْطانُ ثُمَّ يُحْكِمُ اللَّهُ آياتِهِ وَ اللَّهُ عَليمٌ حَكيمٌ)
ترجمه (قمشه‌ای): و ما پیش از تو هیچ رسول و پیمبری نفرستادیم جز آنکه چون آیاتی (برای هدایت خلق) تلاوت کرد شیطان (جنس و انس) در آن آیات الهی القاء دسیسه کرد، آن گاه خدا شیطان القاء می‌کند محو و نبود می‌سازد سپس آیات خود را محکم و استوار می‌گرداند، وحدت دانا (به حقایق امور) و درستکار (در نظام عالم) است.
آیه دوم:
(به عربی: وَ اذْكُرْ فيِ الْكِتَابِ إِسمَاعِيلَ إِنَّهُ كاَنَ صَادِقَ الْوَعْدِ وَ كاَنَ رَسُولًا نَّبِيًا)
ترجمه (قمشه‌ای): و یاد کن در کتاب خود شرح حال اسماعیل را که بسیار در وعده صادق و رسول و پیغمبری بزرگوار بود.
آیه سوم:
(به عربی: وَ اذْكُرْ فیِ الْكِتَابِ مُوسیَ إِنَّهُ كاَنَ مُخلَصًا وَ كاَنَ رَسُولًا نَّبِيًا)
ترجمه (قمشه‌ای): و یاد کن در کتاب خود شرح حال موسی را که او بنده‌ای برگزیده و رسولی بزرگ و معبوث به پیمبری بود.

### شخصیت‌های نامبرده به‌عنوان «رسول» و «نبی» در قرآن
دو واژه «نبی» و «رسول» در آیه‌های مختلف قرآن به برخی شخصیت‌ها نسبت داده شده است، اما مسلمانان باور دارند که قرآن از همه پیامبران نام نبرده است و به پیامبری افراد دیگری نیز، غیر از آنچه در قرآن ذکر شده است، باور دارند. برخی از آیات قرآن چون آیه‌های ذیل مبنای این عقیده را تشکیل می‌دهند و به این موضوع اشاره دارند:
و مسلماً پیش از تو فرستادگانی را روانه کردیم برخی از آنان را [ماجرایشان را] بر تو حکایت کرده‌ایم و برخی از ایشان را بر تو حکایت نکرده‌ایم و هیچ فرستاده‌ای را نرسد که بی‌اجازه خدا نشانه‌ای بیاورد پس چون فرمان خدا برسد به حق داوری می‌شود و آنجاست که باطلکاران زیان می‌کنند.
و در حقیقت در میان هر امتی فرستاده‌ای برانگیختیم [تا بگوید] خدا را بپرستید و از طاغوت [فریبگر] بپرهیزید پس از ایشان کسی است که خدا [او را] هدایت کرده و از ایشان کسی است که گمراهی بر او سزاوار است بنابراین در زمین بگردید و ببینید فرجام تکذیبکنندگان چگونه بوده است.
مسلمانان معتقدند که طبق حدیث صحیحی از محمد پیامبر اسلام، خداوند ۱۲۴٬۰۰۰ پیامبر یا نبی و ۳۱۳ فرستاده یا رسول را به همه‌جای دنیا فرستاده است.

## احادیث مربوط به آیات بالا
در حدیثی در مورد فرق نبی و رسول از امامان شیعه چنین آمده است:
(به عربی: عِدّةٌ مِنْ أَصْحَابِنَا عَنْ أَحْمَدَ بْنِ مُحَمّدٍ عَنْ أَحْمَدَ بْنِ مُحَمّدِ بْنِ أَبِي نَصْرٍ عَنْ ثَعْلَبَةَ بْنِ مَيْمُونٍ عَنْ زُرَارَةَ قَالَ سَأَلْتُ أَبَا جَعْفَرٍ ع عَنْ قَوْلِ اللّهِ عَزّ وَ جَلّ وَ كانَ رَسُولًا نَبِيّا مَا الرّسُولُ وَ مَا النّبِيّ قَالَ النّبِيّ الّذِي يَرَى فِي مَنَامِهِ وَ يَسْمَعُ الصّوْتَ وَ لَا يُعَايِنُ الْمَلَكَ وَ الرّسُولُ الّذِي يَسْمَعُ الصّوْتَ وَ يَرَى فِي الْمَنَامِ وَ يُعَايِنُ الْمَلَكَ قُلْتُ الْإِمَامُ مَا مَنْزِلَتُهُ قَالَ يَسْمَعُ الصّوْتَ وَ لَا يَرَى وَ لَا يُعَايِنُ الْمَلَكَ ثُمّ تَلَا هَذِهِ الْ‌آيَةَ وَ ما أَرْسَلْنا مِنْ قَبْلِكَ مِنْ رَسُولٍ وَ لا نَبِيٍّ وَ لَا مُحَدّثٍ)

زرارة گوید از امام باقر علیه السلام دربارهٔ قولی خدای عزوجل که فرماید (و او رسول بود و نبی) سؤال کردم: رسول چیست و نبی چیست؟ فرمود: نبی کسی است که در خواب می‌بیند و صدا را می‌شنود و فرشته را نمی‌بیند و رسول کسی است که صدا را می‌شنود و در خواب می‌بیند و فرشته را هم مشاهده می‌کند، عرض کرم: امام در چه پایه است؟ فرمود صدا را می‌شنود ولی نه در خواب بیند و نه فرشته را مشاهده کند سپس آیه (۵۲ سوره ۲۲) را قرائت فرمود (پیش از تو هیچ رسول و نبی و محدثی نفرستادیم) مگر اینکه وقتی قرائت کرد شیطان در قرائتش القا کرد. [کلمه محدث در قرآن نیست و از تفسیر امام است].

## تفسیر آیات فوق از نگاه برخی مفسرین
نظر برخی مفسرین (کسانی که تفسیر قرآن نوشته‌اند) ذیل آیات اولیه در اینجا آمده است:

### مجمع البیان
در ترجمه تفسیر مجمع البیان ذیل آیه اول چنین آمده است:
«اینکه رسول و نبی را با هم آورده، بخاطر این است که میان آن‌ها فرقی است: رسول کسی است که فرستاده خداست و اگر به‌طور اطلاق گفته شود، مقصود پیامبر اسلام است.
نبی کسی است که به سبب رسالت، دارای رفعت و درجه عظیم است.
برخی فرق آن دو را اینطور ذکر کرده‌اند که: رسول کسی است که ملائکه بر او وحی نازل می‌کند و نبی کسی است که در خواب بر او وحی می‌شود. بنا بر این هر رسولی، نبی است ولی هر نبیی رسول نیست.
برخی گفته‌اند: رسول کسی است که بسوی امتی مبعوث شده و نبی کسی است که مبعوث بسوی امتی نیست. (از قطرب) برخی گفته‌اند: رسول کسی است که بوضع شریعت و احکام پرداخته و نبی کسی است که نگهبان شریعت دیگری است. (از جاحظ) وجه اول صحیح است؛ زیرا خداوند گاهی پیامبر را نبی می‌خواند و گاهی رسول. هم «یا أَیُّهَا النَّبِیُّ…» می‌گوید و هم «یا أَیُّهَا الرَّسُولُ.» بنا بر این رسول و نبی یکی است. جز اینکه رسول هم شامل ملائکه می‌شود و هم شامل بشر و نبی مخصوص بشر است.
بهمین جهت است که در اینجا و در آیه «وَ کانَ رَسُولًا نَبِیًا» میان آن‌ها جمع کرده است.»

### ابن عربی
ابن عربی در ذیل آیه اول در تفسیر خود چنین اظهار نظر کرده است:
«(به عربی: الفرق بین النبیّ و الرسول، أن النبیّ هو الواصل بالفناء فی مقام الولایة، الراجع بالوجود الموهوب إلی مقام الاستقامة متحققا بالحق، عارفا به، متنبئا عنه و عن ذاته و صفاته و أفعاله و أحکامه بأمره، مبعوثا للدّعوة إلیه علی شریعة المرسل الذی تقدّمه غیر مشرّع لشریعة و لا واضع لحکم و ملّة، مظهرا للمعجزات، منذرا أو مبشّرا للناس کأنبیاء بنی إسرائیل إذ کلهم کانوا داعین إلی دین موسی علیه السلام غیر واضعین لملّة و شریعة، و من کان ذا کتاب کداود علیه السلام کان کتابه حاویا للمعارف و الحقائق و المواعظ و النصائح دون الأحکام و الشرائع. و لهذا
قال عليه السلام: «علماء أمتي كأنبياء بني إسرائيل»، و هم الأولياء العارفون، المتمكنون. و الرسول هو الذي يكون له مع ذلك كله وضع شريعة و تقنين، فالنبيّ متوسط بين الوليّ و الرسول.)»

## نبی و رسول در دیگر کتب مقدس
در کتب ذکر شده در کتاب مقدس نیز نبی و رسول با الفاظ متفاوتی استفاده شده است در این جدول این الفاظ به سه زبان عبری، یونانی و عربی که به ترتیب (عمدتاً) زبان‌های اصلی، عهد عتیق، عهد جدید و قرآن است و همچنین زبان انگلیسی که زبان عمده این کتب مقدس در حال حاضر است، ذکر شده است:
| عربی | انگلیسی            | یونانی   | تلفظ یونانی | عبری | تلفظ عبری |
| ---- | ------------------ | -------- | ----------- | ---- | --------- |
| نبی  | Prophet            | προφήτης | prophētēs   | נביא | nâbîy'    |
| رسول | Messenger, Apostle | ἄγγελος  | aggelos     | מלאך | mal'âk    |

در عهد عتیق عمدتاً تنها از کلمه نبی استفاده شده است و کلمه رسول برای اشاره به فرشتگان به کار رفته است، اما در کتاب پایانی عهد عتیق کتاب ملاکی بشارت به رسولی داده شده است که مفسرین عهد جدید عمدتاً آن را به یحیی که بشارت دهنده عیسی بود، تعبیر کرده‌اند.
در عهد جدید اما به وفور از لفظ رسول و نبی و بعضاً در کنار هم استفاده شده است. یحیی، عیسی و حواریون عیسی در جاهای مختلف رسول خوانده شده‌اند.
بر اساس نظر آوری روبین در عهد جدید رسول مقامی بالاتر از نبی دارد تا جایی که عیسی مسیح در مورد یحیی چنین گفته است:
«پس شما برای دیدن چه چیز از شهر بیرون رفتید؟ برای دیدن یک نبی؟ آری، به شما می‌گویم که او از یک نبی هم بالاتر است.
او کسی است که کتاب مقدس در باره وی می‌فرماید: «این است رسول من که او را پیش روی تو می‌فرستم و او راه را برای آمدن تو آماده خواهد ساخت.»